# Nicolas De la Quintinie
Nicolas De La Quintinie est un footballeur français né le 5 janvier 1974 à Clermont-Ferrand (Puy-de-Dôme). 
Milieu offensif, il s'est révélé à Sochaux en 1995.
Il a disputé 33 matchs en Division 1 et 78 matchs en Division 2.

## Carrière de joueur
- 1993-1996 : FC Sochaux
- 1996-1997 : A Troyes AC (prêt)
- 1997-1998 : FC Sochaux
- 1998-1999 : A Troyes AC (prêt)
- 1999-2000 : FC Istres
- 2000-2001 : Fontenay-le-Comte
- 2001-2003 : La Rochelle
- 2003-2006 : AS Moulins[1]

## Palmarès
- International Espoirs français